# Finneas O'Connell
Finneas Baird O'Connell, född 30 juli 1997 i Los Angeles, är en amerikansk sångare, låtskrivare, musikproducent, musiker och skådespelare. Han har släppt egen musik under artistnamnet Finneas (ofta skrivet med versaler), men har framför allt skrivit och producerat musik åt andra artister, inklusive sin yngre syster, sångerskan Billie Eilish. Andra artister han samarbetat med inkluderar Selena Gomez, Camila Cabello, Justin Bieber och Tove Lo.
O'Connell har (fram till 2025) bland annat utmärkts med tio Grammys, inklusive för Producer of the Year som den yngste någonsin, och är tvåfaldigt Oscarsbelönad för sin filmmusik.

## Biografi
Finneas O'Connell, som föddes i Los Angeles, är son till skådespelarna och musikerna Patrick O'Connell och Maggie Baird. När han var 12 år gick han en låtskrivarkurs hos sin mor och började skriva och producera låtar. Han var sångare och låtskrivare i bandet The Slightlys, som har vunnit priser och tävlingar i Los Angeles. Låten Ocean Eyes, som kom att bli systern Billie Eilishs genombrott, skrev O'Connell ursprungligen för The Slightlys.
O'Connell är en nära samarbetspartner med Billie Eilish, som låtskrivare och musikproducent, och har producerat samtliga av hennes album. Han deltog i hennes turnéer under många år, och gästspelade bland annat på en av hennes konserter i Stockholm 2025. Deras nära band speglas också i O'Connells låt Family Feud, som är en hyllning till systern.
Tillsammans har syskonparet också skrivit temat till Bondfilmen No time to die, som orkestrerades av Hans Zimmer och blev Oscarsbelönad 2022.
O'Connell har även gjort vissa skådespelarinsatser och spelade en student i komedifilmen Bad Teacher 2011. Han var 2013 med i filmen Life Inside Out, som skrevs av hans mor. Han har även återkommande haft en gästroll i Modern Family. Efter att musikkarriären tog fart valde han dock att satsa på den och lägga skådespelandet åt sidan. I en intervju med musiktidningen Billboard uppgav O'Connell att hans skådespeleri har hjälpt honom att skriva låttexter utifrån andra människors perspektiv, inklusive systerns.
Som soloartist släppte Finneas sin första singel 2016, som följdes av flera andra innan skivdebuten 2019 med EPn Blood Harmony. Han har sedan släppt två fullängdsalbum, Optimist (2021) och For Cryin' Out Loud (2024). Han blev nominerad till Best new artist vid Grammy-galan 2021.